# Josef Tautenhayn

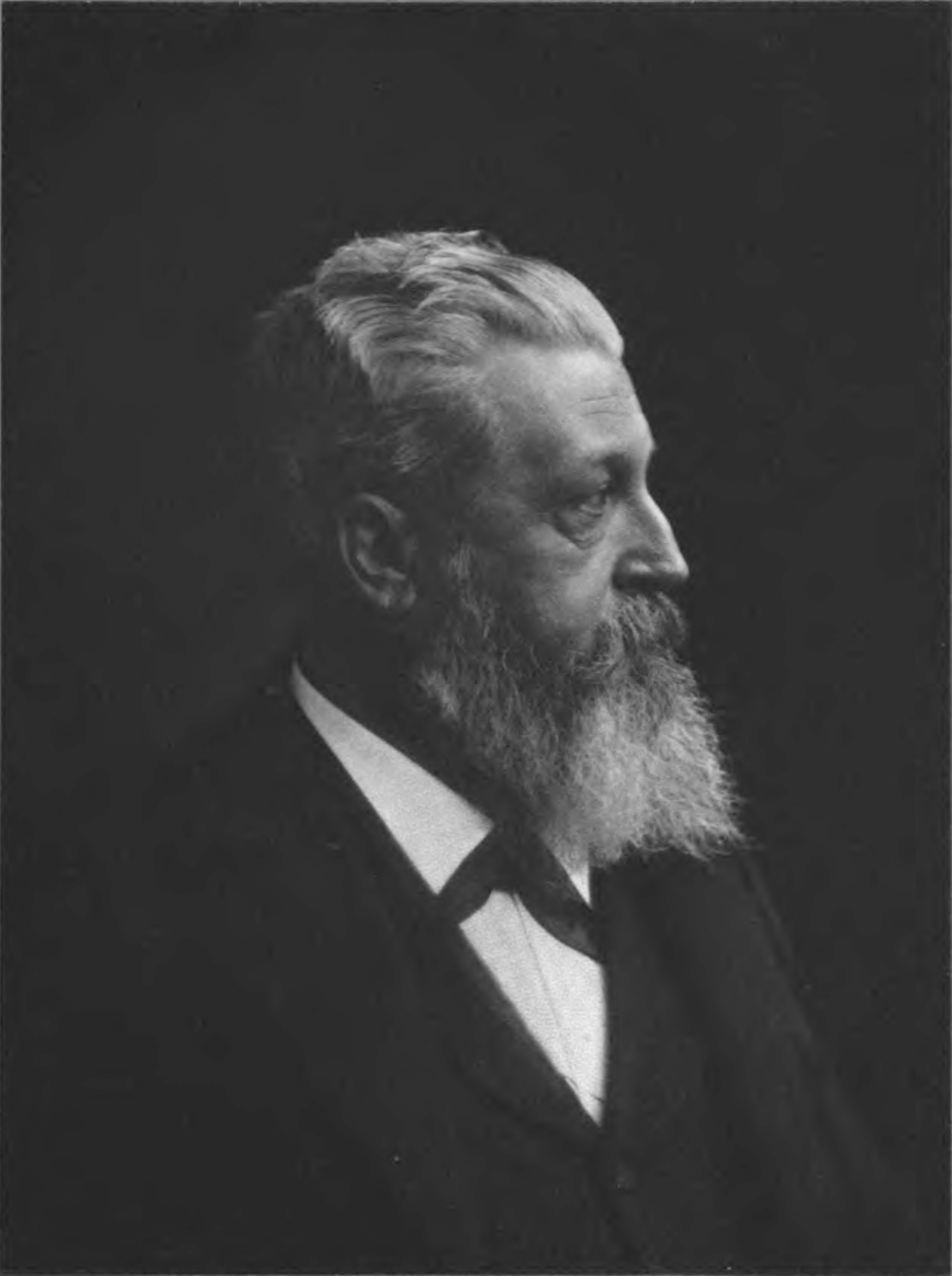
Josef Tautenhayn, fotografiert von Philipp von Schoeller (wohl 1899)

Josef Tautenhayn, sein Vorname auch Joseph geschrieben (* 5. Mai 1837 in Wien; † 1. April 1911 ebenda) war ein österreichischer Bildhauer und Medailleur.

## Biografie

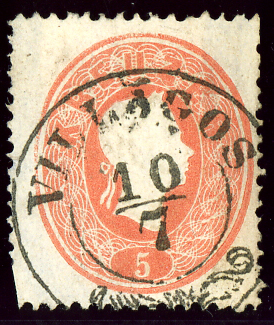
Briefmarke nach seinem Entwurf von 1860

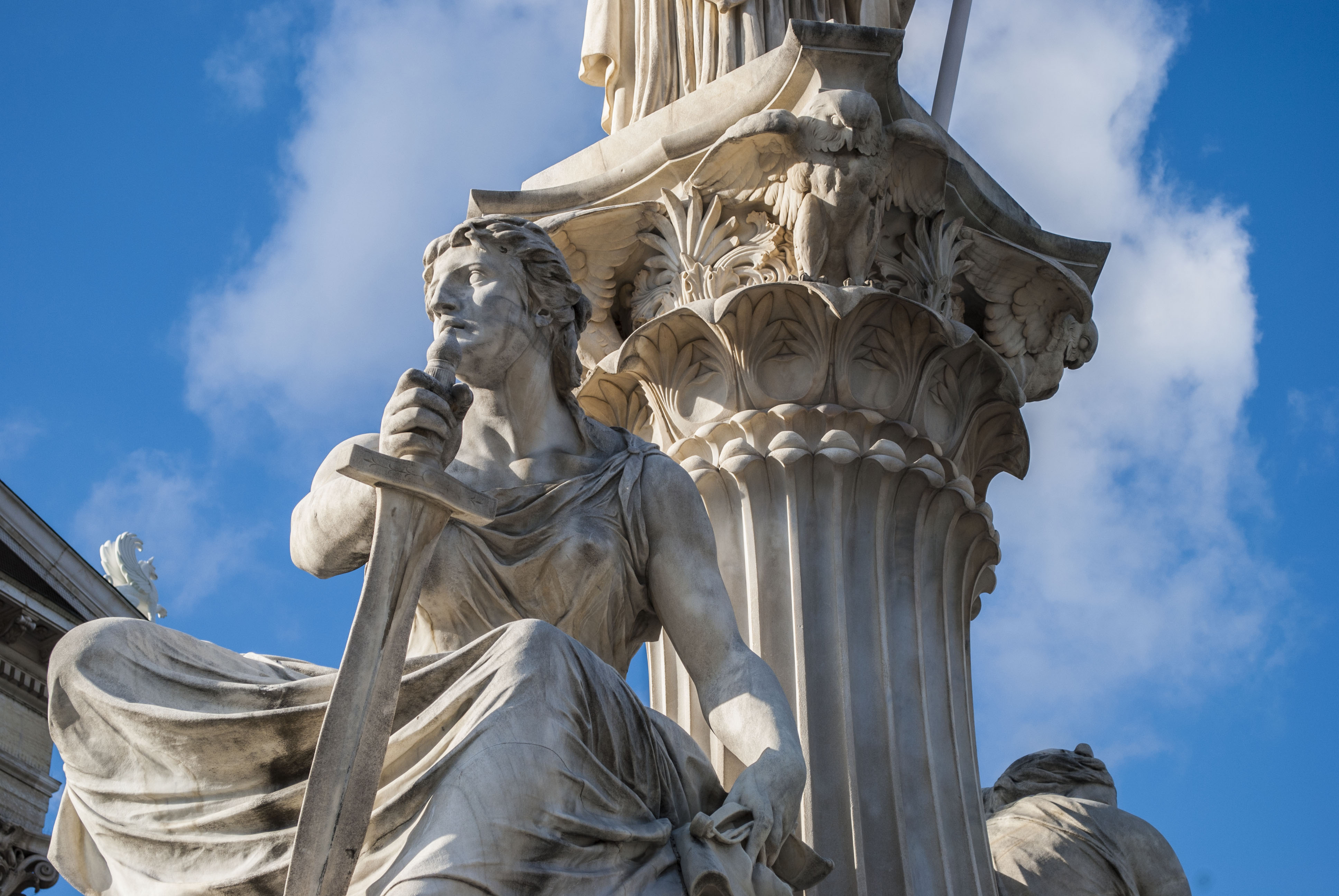
Die Exekutive, Pallas-Athene-Brunnen (1902)

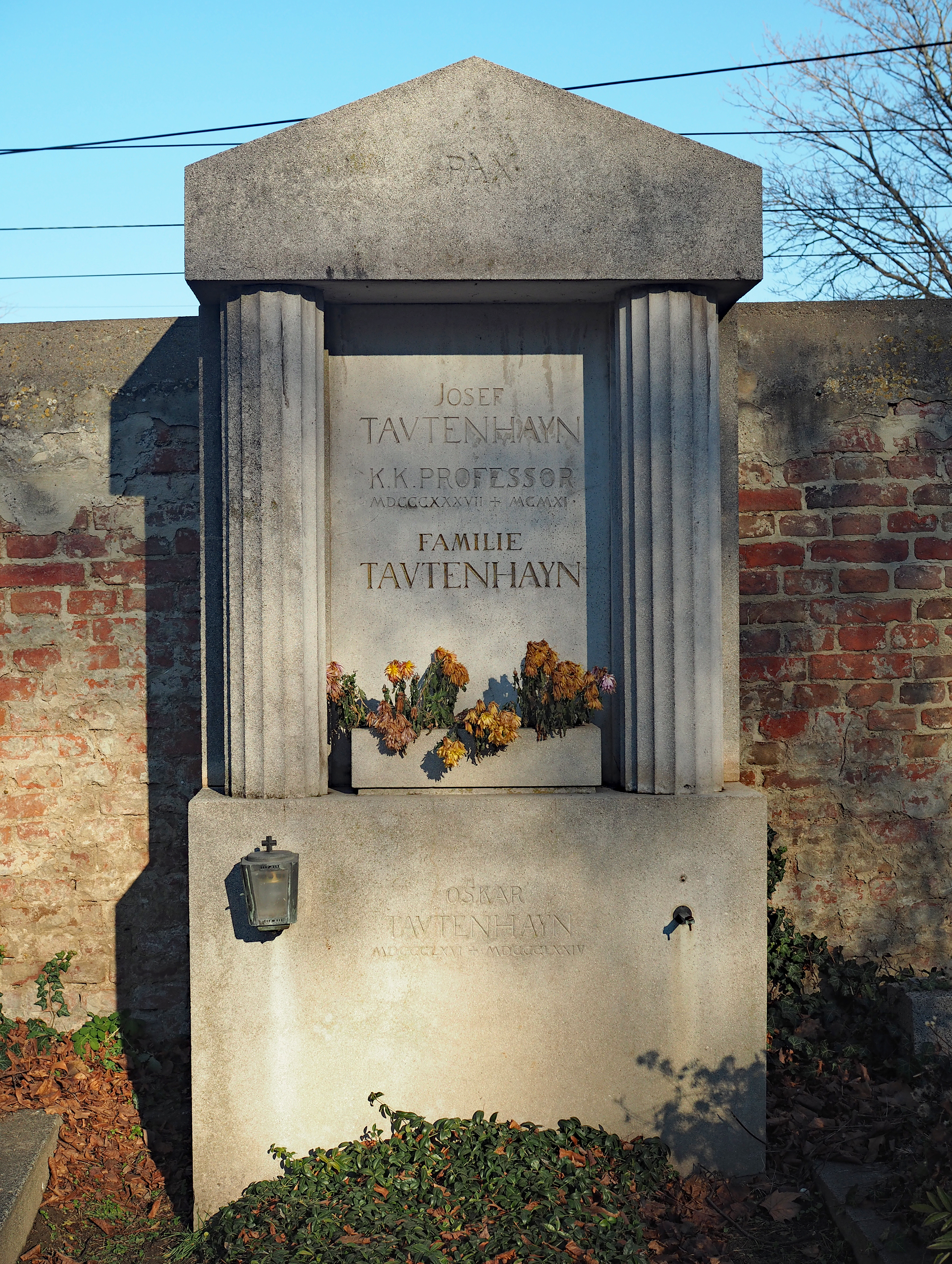
Grab von Josef Tautenhayn auf dem Wiener Zentralfriedhof

Josef Tautenhayn war ab 1862 Münzgraveur beim Hauptmünzamt in Wien, ab 1874 Leiter der Graveurakademie und von 1881 bis 1905 Professor an der Akademie der bildenden Künste in Wien. Seine Schüler waren u. a. die Medailleure Rudolf Marschall und Richard Placht.
Er schuf zahlreiche Gedenk- und Porträtmedaillen sowie skulpturalen Schmuck und kunstgewerbliche Arbeiten für Bauten der Wiener Ringstraße, unter anderem die allegorischen Figuren der Exekutive und der Legislative für den Pallas-Athene-Brunnen vor dem Parlamentsgebäude. Er schuf Werke für die Wiener Universität, das Kunsthistorische Museum und das Reichsratsgebäude.
Für seine Verdienste und der hohen Qualität seines Schaffens wegen wurde er zum k.u.k. Kammerlieferanten ernannt.
Die ehrenhalber gewidmete Grabstätte von Josef Tautenhayn befindet sich auf dem Wiener Zentralfriedhof (Tor 2, Gruppe 0, Reihe 0, Nr. 17). Im Jahr 1912 wurde in Wien Rudolfsheim-Fünfhaus (15. Bezirk) die Tautenhayngasse nach ihm benannt.
Er war der Vater des Bildhauers und Medailleurs Josef Tautenhayn der Jüngere, des Komponisten Karl Tautenhayn und des Schauspielers Ernst Tautenhayn.